# Rémusz
A Rémusz a latin Remus névből származik, aki a római mitológia alakja, Romulus ikertestvére. Jelentése bizonytalan, valószínűleg gyorsan mozgó.

## Gyakorisága
Az 1990-es években szórványos név, a 2000-es években nem szerepel a 100 leggyakoribb férfinév között.

## Névnapok
- október 1.[2]

## Híres Rémuszok
- Rémusz bácsi (angolul Uncle Remus) kitalált szereplő, a Joel Chandler Harris által összegyűjtött, és először 1881-ben könyv alakban publikált afroamerikai népmesegyűjtemény narrátora.
- Dávid Rémusz[5] magyar borász